# Wolnei Caio
Wolnei Caio (ur. 10 sierpnia 1968) – brazylijski piłkarz występujący na pozycji pomocnika.

## Kariera klubowa
Od 1987 do 2007 roku występował w klubach Grêmio, Juventus, EC Juventude, Portuguesa, Kashiwa Reysol, Cruzeiro EC, Botafogo, Figueirense, Internacional Limeira, Brasiliense, Santo André, Guarani FC i Bento Gonçalves.